# Rivanj
Rivanj là một đảo trên biển Adriatic thuộc hạt Zadar của Croatia, giữa các đảo Sestrunj và Ugljan với diện tích 4,4 km² (1,7 dặm vuông). Đảo dài 3,4 km (2,1 mi) và rộng tới 1,4 km (0,9 mi), có 31 người sống trên đảo này (2011). Lukocina là nơi cao nhất, 112 mét (367 feet). Ngôi làng duy nhất là Rivanj, nằm ở phía trong đảo; bên dưới nó, trên bờ biển phía tây nam, là một bến cảng nhỏ với một ấp. Hòn đảo này phần lớn được bao phủ bởi các bụi cây. Rivanj có một chuyến phà và tàu hàng ngày với Zadar. Ngôi làng hiện tại được cho là do người dân trên đảo Ugljan dựng nên. Rivanj thường xuyên được những người chèo thuyền ghé thăm.